# Keppel Islands

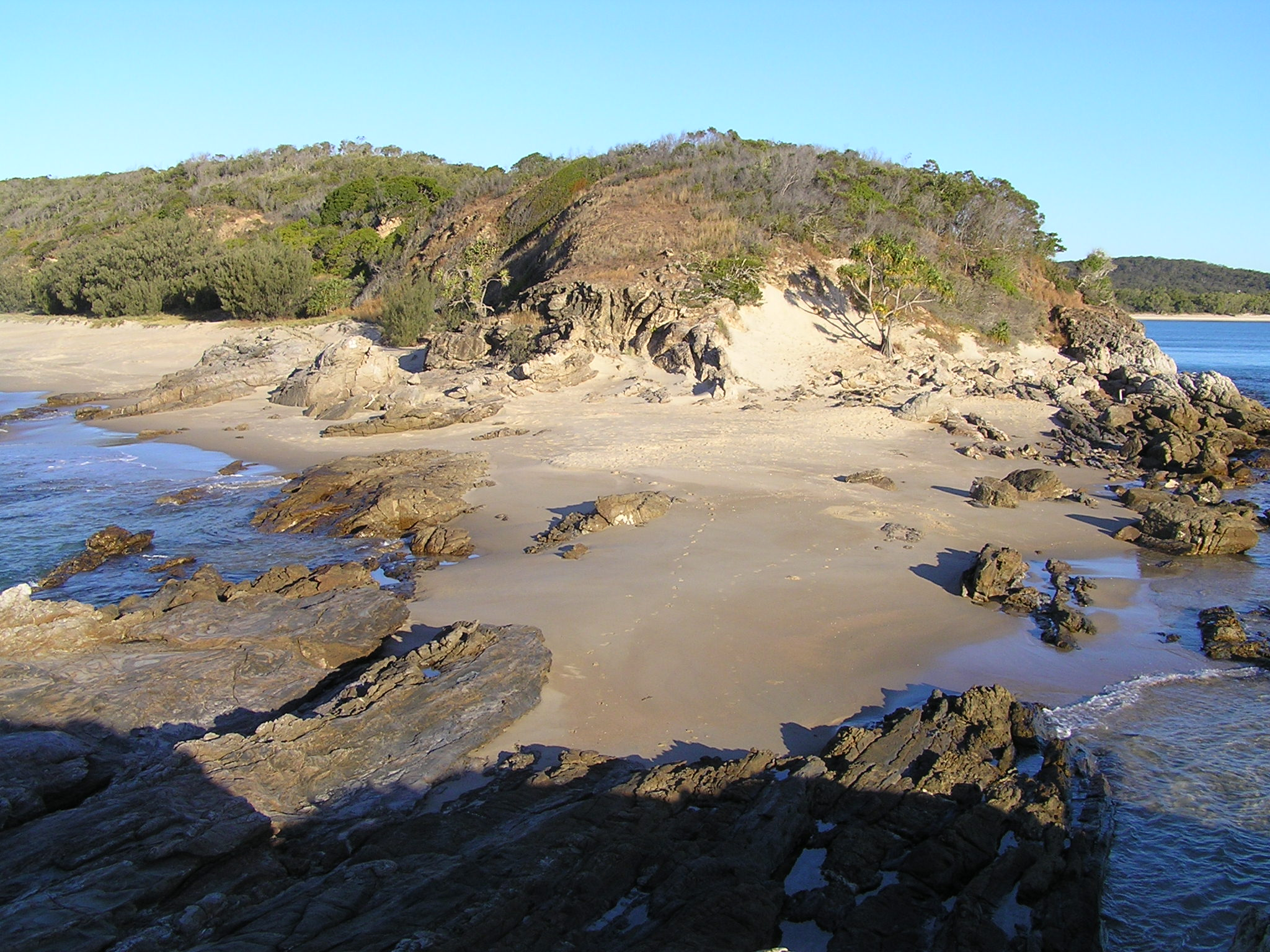
Great Keppel Island (2004)

Die Keppel Islands sind eine Inselgruppe mit insgesamt 18 Inseln vor der Nordostküste Australiens. Namensgeber ist Admiral Augustus Keppel, 1. Viscount Keppel. Great Keppel Island ist die größte Insel, auf ihr gibt es Tourismus und einen Flughafen. Bis zur Schließung des großen Resorts 2007 war Great Keppel Island als Junge-Leute- und Party-Insel bekannt.
Die Inseln gelten als guter Tauchplatz. Eine weitergehende touristische Nutzung ist aus ökologischen Gründen wenig wahrscheinlich.